# Anno Domini High Definition
Anno Domini High Definition es el cuarto álbum de estudio de la banda polaca de metal progresivo Riverside publicado el 15 de junio de 2009 por Mystic Production en Polonia, el 6 de julio en Europa y el 28 de julio de ese año en Norteamérica. Es el primer trabajo del grupo separado de la trilogía Reality Dream, que abarca las tres anteriores entregas del cuarteto polaco, lo que significó un cambio hacia un estilo más pesado. Fue un éxito comercial en Polonia, donde llegó al primer puesto en la lista de los álbumes más vendidos. El diseño del disco corrió a cargo una vez más de Travis Smith.
La edición especial del disco contiene un DVD con el concierto que la banda ofreció en Ámsterdam en diciembre de 2008.

## Lista de canciones
1. "Hyperactive" – 5:45
2. "Driven to Destruction" – 7:06
3. "Egoist Hedonist" – 8:57
  1. "Different?"
  2. "Hedonist Party"
  3. "Straw Man Dance"
4. "Left Out" – 10:59
5. "Hybrid Times" – 11:53

### DVD de la edición especial
1. "Volte-Face"
2. "I Turned You Down"
3. "Reality Dream III"
4. "Beyond The Eyelids"
5. "Conceiving You"
6. "Ultimate Trip (excerpt)"
7. "02 Panic Room"

## Personal
- Mariusz Duda – voz, bajo, guitarra acústica
- Piotr Grudziński – guitarra
- Michał Łapaj – teclados, teremín
- Piotr Kozieradzki – batería
- Rafał Gańko – trompeta en "Egoist Hedonist"
- Karol Gołowacz – saxofón en "Egoist Hedonist"
- Adam Kłosiński – trombón en "Egoist Hedonist"
- Grzegorz Piwkowski - mezclas
- Szymon Chech - producción
- Riverside - producción
- Travis Smith - dirección artística